# 克莉絲坦·霍金斯
克莉絲坦·霍金斯（英語：Kristan Hawkins）是美國反墮胎運動者，現任美國學生支持生命組織主席。

## 生平
在就讀高中時期就開始參與反墮胎運動。2005年畢業於西維吉尼亞州伯大尼學院，獲政治學學士學位。畢業後曾一度在共和黨全國委員會工作。2006年，擔任美國學生支持生命組織主席。2015年歸宗天主教。曾擔任唐納·川普2016年及2020年競選總統團隊的親生顧問委員會成員。
2017年1月，霍金斯在MSNBC上表示她認為避孕藥和宮內節育器不應該是合法的。
霍金斯經常受美國學生支持生命組織在各大學的分會之邀前往發表演講，但也經常受到支持選擇權的學生抗議。

## 外部連結
- 官方网站 （英文）
- 克莉絲坦·霍金斯的X（前Twitter） （英文）
- C-SPAN內的頁面（英文）
- 克莉絲坦·霍金斯在互联网电影资料库（IMDb）上的資料（英文）